# Ependymceller
Ependymceller är en sorts epitelceller som utgör det tunna epitellager som beklär ventrikelsystemet i hjärnan och ryggmärgens vätskefyllda kanal. Specialiserade ependymceller deltar i produktionen av ryggmärgsvätska (cerebrospinalvätska).
Plexus choroideus är kärlnystan som går ned från taket i hjärnans ventriklar täckta av specialiserade ependymceller. Kubiska till sin form har de långa cilier och vilar på ett basalmembran som ligger på bindväv omgivet rikligt med blodkärl. Ependymcellerna i plexus choroideus är sammanfogade i täta fogar och det är plexus choroideus som bildar ryggmärgsvätskan.
Runt ryggmärgskanalen finns ependymoglia ependymceller som är kubiska till cylindriska epitelceller med mikrovilli och cilier.
Cilierade ependymocyter finns längs ventriklarna. De är kubiska celler sammankopplade med varandra i desmosomer. Cellerna har cilier och mellan ependymocyterna finns tanycyter som har cilier och utskott vilka sträcker sig mot blodkärlen. Dessa celler är sammankopplade med varandra och med ependymocyter i täta fogar.
I slutet på 1990-talet har svenska forskare upptäckt att det i ependymet finns i stamceller, vilka vid stimulering med en tillväxtfaktor mognar och bildar både gliaceller och nervceller.